# Francisco de la Serna
Francisco de la Serna y Rimaga Salazar O.S.A (Huánuco, 1568 - La Paz, Abril de 1647) fue un religioso agustino español que ejerció como sacerdote y prelado de la Iglesia católica. Fungió como noveno Obispo de Popayán (1638-1645), también gobernó más no tomó posesión de las sedes episcopales de Paraguay (1635-1637) y por último de La Paz (1645-1647).

## Biografía
Francisco de la Serna y Rimaga Salazar nació en la ciudad de Huánuco, en el Virreinato del Perú hacia el año de 1568, hijo legítimo de la unión de don José de la Serna y de doña Emiliana de la Rimaga y Salazar, a sus 22 años tomó los hábitos en la Orden de San Agustín del convento de Lima de manos de fray Alonso Pacheco mientras cursaba sus estudios de cánones y leyes, siendo ordenado como sacerdote el 9 de junio de 1596.
Estudió artes, teología, retórica y latinidad en la Universidad de San Marcos, donde ejerció como lector de la cátedra de prima además de regentar por cuatro años la cátedra de nona y la de vísperas. Durante este periodo fue definidor de su provincia por cuatro años, aparte fue calificador del Santo Oficio y dos veces provincial de la Orden de San Agustín.

### Episcopado
El 17 de agosto de 1635 gracias a la mediación del rey Felipe IV de España fue elegido por el papa Urbano VIII como Obispo del Paraguay con sede en Asunción, por lo que recibió su ordenación episcopal por manos de Hernando Arias de Ugarte el día 15 de noviembre de 1637 asistido por el padre Pedro de Ortega y Sotomayor, iniciando su ministerio el 17 de diciembre de 1635. Sin embargo, nunca llego a tomar posesión de su diócesis, debido a que fue nombrado como el noveno Obispo de Popayán el 25 de agosto de 1637, prestando juramento ante el ilustre ayuntamiento en diciembre del mismo año.
Finalmente, inicio su episcopado el 14 de junio de 1638 en sustitución del arcediano don Antonio Vélez de Zúñiga quien era el administrador pro tempore, arribando a Popayán en diciembre de 1640 y tomando posesión de su sede; durante su mandato se establecieron instituciones tan esenciales tanto para la ciudad como para la región, como lo fue la fundación del Real Seminario de San Francisco de Asís en conjunto con Francisco Fuentes y el señor Deán don Francisco Vélez de Zúñiga en el año de 1642 que fue delegado a cargo de los jesuitas, que vino a reemplazar del que existía aledaño a la iglesia y hospital de Santa María Magdalena que había sido abierto por orden del cabildo eclesiástico en 1618.
Con el tiempo, este seminario además de acoger a los futuros sacerdotes de la diócesis para su formación, comenzó a recibir a los hijos y herederos varones de las familias aristócratas de Popayán, mientras que la educación de la mujer se encargaron las monjas agustinas descalzas del Claustro de la Encarnación, entre los miembros más preeminentes que fueron educados en las aulas del colegio se encuentran: Camilo Torres Tenorio, Francisco José de Caldas, José María Cabal, Joaquín de Caicedo y Cuero y Francisco Antonio Zea, entre otros.
Posteriormente, este Real Seminario sería el germen del actual Real Colegio de San Francisco de Asís que tiene su sede en el norte de la ciudad.
El 21 de agosto de 1645 fue nombrado como nuevo Obispo de La Paz,por lo que emprendió su viaje a su nueva diócesis. No obstante, no llegó a tomar posesión de su sede debido a que falleció nada más llegar a la ciudad de La Paz en abril de 1647 a sus 79 años aproximadamente.